# FactSet Research Systems
FactSet Research Systems (：FDS, NASDAQ：FDS) 是一个金融数据和软件公司。 它的总部在美国康乃迪克洲的诺沃克 (康涅狄格州)（Norwalk, CT）。这个公司为投资专业人士提供金融訊息和有关分析軟體。在2015财政年度，FactSet的年度销售额为$10.06 亿美金。
FactSet为在国际金融机构任职的分析师，投资组合管理者，和投资银行家提供金融数据和分析。这个公司的销售和业务服务对象不包括个人投资者。
FactSet已经连续13年被福布斯评入“200最佳小型规模公司”榜。2009年，FactSet的排名更是跳跃了30位而达到第28名。另外，FactSet还在福布斯的“美国100最佳中型资产股票”榜上列于第二十位。2011年，FactSet第三次被财富 (杂志)评为“100最佳就职公司”。商业周刊也选它为“展开你事业之最佳地”之一。FactSet已经连续两年被Glassdoor.com评为“50就职最佳地”。 它的2010排名是第17位。
FactSet的业务聚焦点主要是中在技术和客户服务上。除了融汇几百个截然不同的資料库之外，此公司也开发和不断精炼自己的軟體产品。FactSet为顾客提供临近和专用的客服人员，24小时电话支援，还有免费培训。
公司的一些竞争对手包括彭博新闻社（Bloomberg L.P.），路透社（Thomson Reuters）， 还有标普全球（S&P Global）。

## 产品和服务
产品
2009年九月十四号, FactSet推出的一个崭新的分析平台，融合其已有的“DIRECTIONS”, “Marquee”, 和“IBCentral”系统。
这个新的“FactSet”将数据和分析整并为一个界面上。 在这之前， 它们分散于不同的应用软件上。 FactSet将不同的卖主所提供的几百个数据库结合起来。它的应用软件系列包括　company analysis, multi-company comparisons，industry analysis, company screening, portfolio analysis, predictive risk measurements, alpha testing, portfolio optimization and simulation, real-time news and quotes, and tools to value and analyze fixed income securities and portfolios.  还有用来估值和分析定息证券和投资组合的工具。FactSet还可以通过无线设备运用, 并且和微软办公室软件兼容。
专有数据内容
- FactSet Aggregates
- FactSet Events and Transcripts
- FactSet Estimates
- FactSet Economics
- FactSet Embargoed Research
- FactSet Financial Entities
- FactSet Fixed Income
- FactSet Flashwire News
- FactSet Fundamentals
- FactSet Global Filings
- FactSet Institutional Ownership News
- FactSet IPO
- FactSet MergerMetrics
- FactSet Mergerstat Global
- FactSet Mutual Funds
- FactSet New Issues
- FactSet Ownership
- FactSet People
- FactSet Private Company
- FactSet Private Equity & Venture Capital
- FactSet Research Connect
- FactSet SharkRepellent
- FactSet SharkWatch

服务
- 咨询: 每个客户公司都会被分配到一名熟悉顾客需要和其业务程序的顾问。 而且客户们还可拨打电话咨询服务。[14]
- 培训: FactSet在纽约,波士顿,芝加哥,伦敦,巴黎,还有东京的训练中心举办免费的培训讨论会。公司顾问还可以安排在顾客的办公室里进行私人培训课程。[15]
- 安全: FactSet采用物理性，电子性，还有程序性的保护措施来应对安全和商业持续性风险。
- 多接入点: 每个FactSet客户都可以通过公司台式电脑，笔记本电脑，家用电脑，还有无线设备来使用它的服务。